# سیارک ۱۱۶۱۴
سیارک ۱۱۶۱۴ (به انگلیسی: 11614 Istropolitana، نامگذاری:1996AD2) یازده هزار و ششصد و چهاردهمین سیارک کشف شده‌است که در ۱۴ ژانویه ۱۹۹۶ کشف شد.
قدر مطلق سیارک برابر ۱۳٫۴۰ است.